# Mont Garibaldi
Vous lisez un « article de qualité » labellisé en 2013.
Pour les articles homonymes, voir Garibaldi (homonymie).
Le mont Garibaldi, en anglais : Mount Garibaldi, nommé d'après l'Italien Giuseppe Garibaldi en 1860, est un volcan endormi situé en Colombie-Britannique, dans le Sud-Ouest du Canada, à environ soixante kilomètres au nord de Vancouver. Le sommet s'élève à 2 678 mètres d'altitude, ce qui en fait le point culminant des chaînons Garibaldi au sein des chaînons du Pacifique, dans la partie méridionale de la chaîne Côtière. Il surplombe le champ volcanique du lac Garibaldi situé au nord, et fait partie de la ceinture volcanique de Garibaldi, à l'extrémité septentrionale de l'arc volcanique des Cascades. Sa dernière éruption date d'environ 10 000 ans et il demeure une menace pour les installations humaines, notamment en raison des séismes et des glissements de terrain qu'il connaît. Malgré un climat relativement clément, son versant oriental surplombe un champ de glace, le névé Garibaldi. Protégés au sein du parc provincial Garibaldi et visibles depuis la ville de Squamish, le sommet et ses environs constituent une destination prisée des adeptes de nature, de randonnée pédestre et de ski de montagne.

## Toponymie

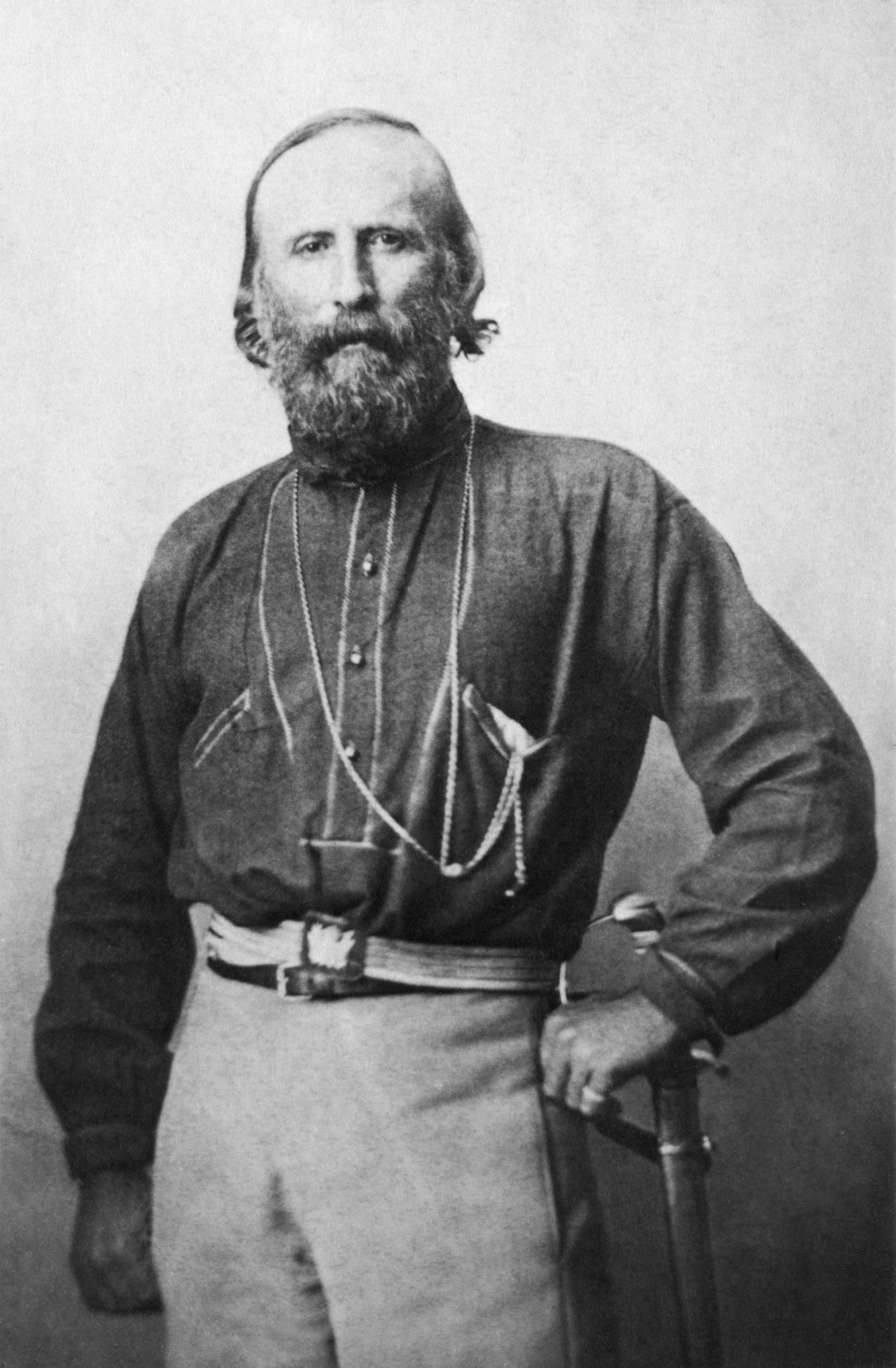
Portrait de Giuseppe Garibaldi vers 1861.

La montagne a été nommée en l'honneur de Giuseppe Garibaldi en 1860 par le capitaine George Henry Richards à bord du HMS Plumper de la Royal Navy à l'occasion de l'étude cartographique de la baie Howe. Celui-ci est impressionné par la hauteur de la montagne, découverte presque soixante-dix ans plus tôt, qui domine le paysage en direction du nord-est. Il décide avec ses officiers de la baptiser d'après le militaire et chef politique qui, la même année, parvient à réaliser l'unification italienne,.
Dans la langue squamish, parlée par le peuple homonyme amérindien de ce territoire, le nom de cette montagne est Nch'kay, qui peut être traduit par « endroit sale », ou Ta Nch'qai' « le crasseux » en raison des eaux boueuses de la rivière Cheekye,.
Le pic Atwell et le dôme Dalton, deux cimes secondaires du mont Garibaldi, sont nommés en 1932 d'après Atwell Duncan Francis Joseph King et Arthur Tinniswood Dalton, respectivement chef et guide de l'expédition ayant réussi la première ascension du sommet en 1907,.

## Géographie

### Situation

Carte topographique de la ceinture volcanique de Garibaldi et de ses différents champs volcaniques.

Le mont Garibaldi est situé dans le Sud-Ouest du Canada et plus particulièrement de la province de Colombie-Britannique, dans le district régional de Squamish-Lillooet. Il fait partie des chaînons Garibaldi, auxquels il a donné son nom mais qui culminent à Wedge Mountain à 2 892 mètres d'altitude, dans les chaînons du Pacifique, appartenant à la chaîne Côtière. Il se trouve à 20 kilomètres au nord-est de Squamish et de l'extrémité de la baie Howe, un estuaire du détroit de Géorgie, à 30 kilomètres au sud de la station de sports d'hiver de Whistler et 60 kilomètres au nord de Vancouver. Ces trois villes sont reliées par l'autoroute provinciale 99, plus connue en tant que Sea to sky highway. Deux autres stratovolcans, Black Tusk, dans le parc provincial Garibaldi comme le mont Garibaldi, et le mont Cayley, s'élèvent à respectivement 14 kilomètres au nord-nord-ouest et 35 kilomètres au nord-ouest.

### Topographie

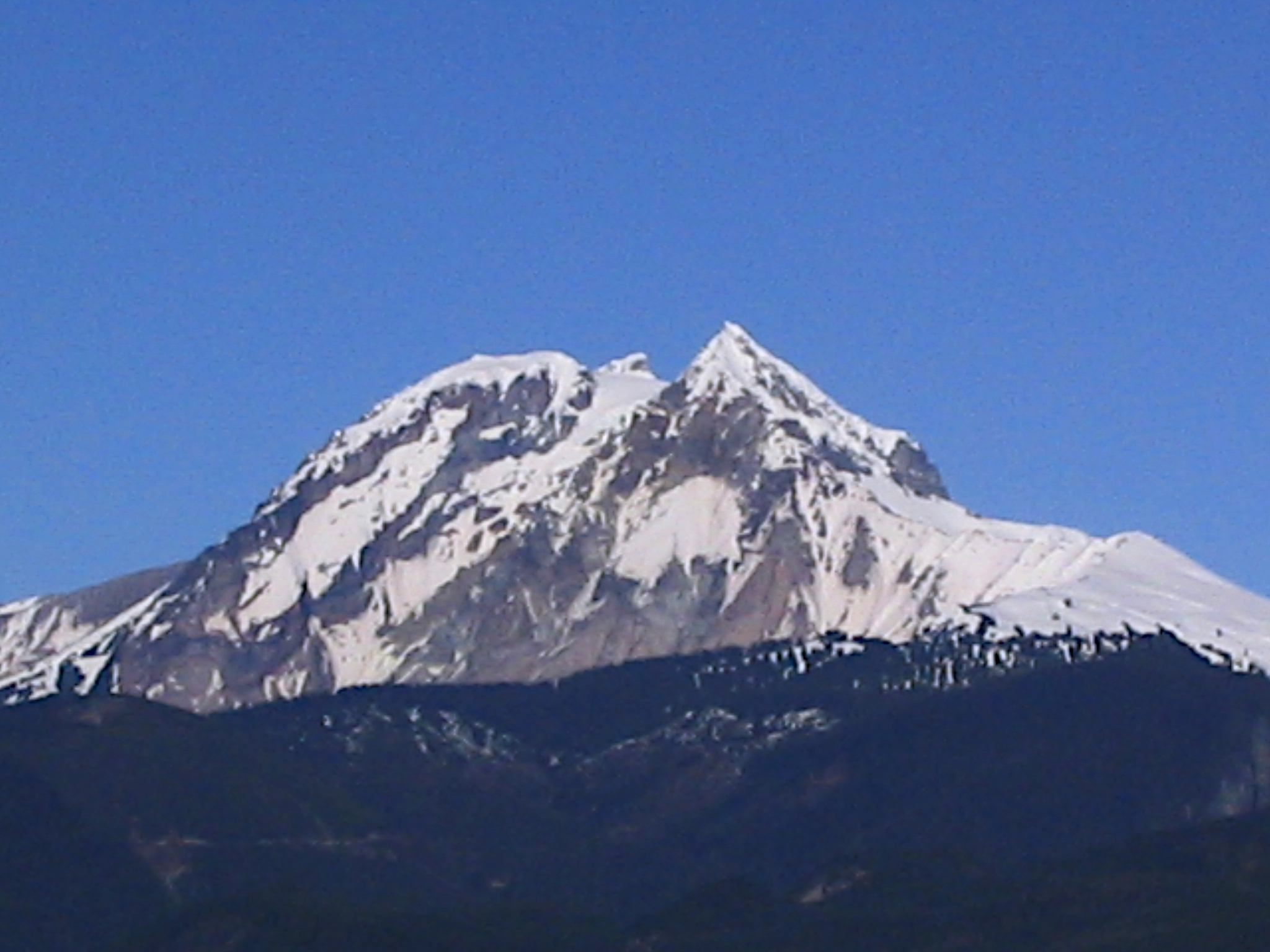
Vue du mont Garibaldi depuis Squamish avec le pic Atwell à droite.

Le mont Garibaldi est un stratovolcan. Il a une forme asymétrique unique engendrée par la formation de son cône principal partiellement au-dessus de l'ancien inlandsis de la Cordillère. Son large sommet est composé de plusieurs cimes distinctes. À 350 mètres à l'ouest-sud-ouest de la cime principale, laquelle culmine à 2 678 mètres d'altitude,, se trouve le dôme Dalton qui, bien qu'arrondi, s'élève tout de même à 2 653 mètres d'altitude. À 500 mètres à l'est se trouve The Tent (littéralement « La Tente »), un petit sommet isolé dépassant du névé Garibaldi, à 2 465 mètres d'altitude. Le pic Atwell est un pic pyramidal de 2 655 mètres d'altitude situé un kilomètre au sud, à l'extrémité du plateau sommital. C'est ainsi que, vu de Squamish, il est souvent confondu avec le mont Garibaldi lui-même puisque le sommet principal est dissimulé derrière, sous cet angle. Il est prolongé, à près de deux kilomètres sur cette même arête sud, par Diamond Head (littéralement « Tête de Diamant », parfois Little Diamond Head), nommé ainsi en 1972 en raison de son profil similaire à Diamond Head à Hawaï, et qui culmine à 2 056 mètres d'altitude. L'arête nord-ouest du mont Garibaldi porte pour sa part le nom de Brohm Ridge,. À deux kilomètres au nord-est du sommet principal s'élève The Sharkfin (littéralement « L'Aileron de Requin »), une crête rocheuse dépassant des glaces entre 2 000 et 2 200 mètres d'altitude. Au sud de Diamond Head, sur une crête légèrement détachée de la montagne, se trouvent The Gargoyles (littéralement « Les Gargouilles »), deux pinacles volcaniques de 1 816 et 1 823 mètres d'altitude, ainsi que le pic Columnar à 1 826 mètres d'altitude. Le cône Opal est un cône volcanique géographiquement séparé du mont Garibaldi, à 3,5 kilomètres sur son versant sud-est, mais fortement associé à son volcanisme,. La hauteur de culminance du mont Garibaldi est de 855 mètres par rapport à Castle Towers Mountain, le sommet plus élevé le plus proche à 11 kilomètres au nord-est,.

### Hydrographie

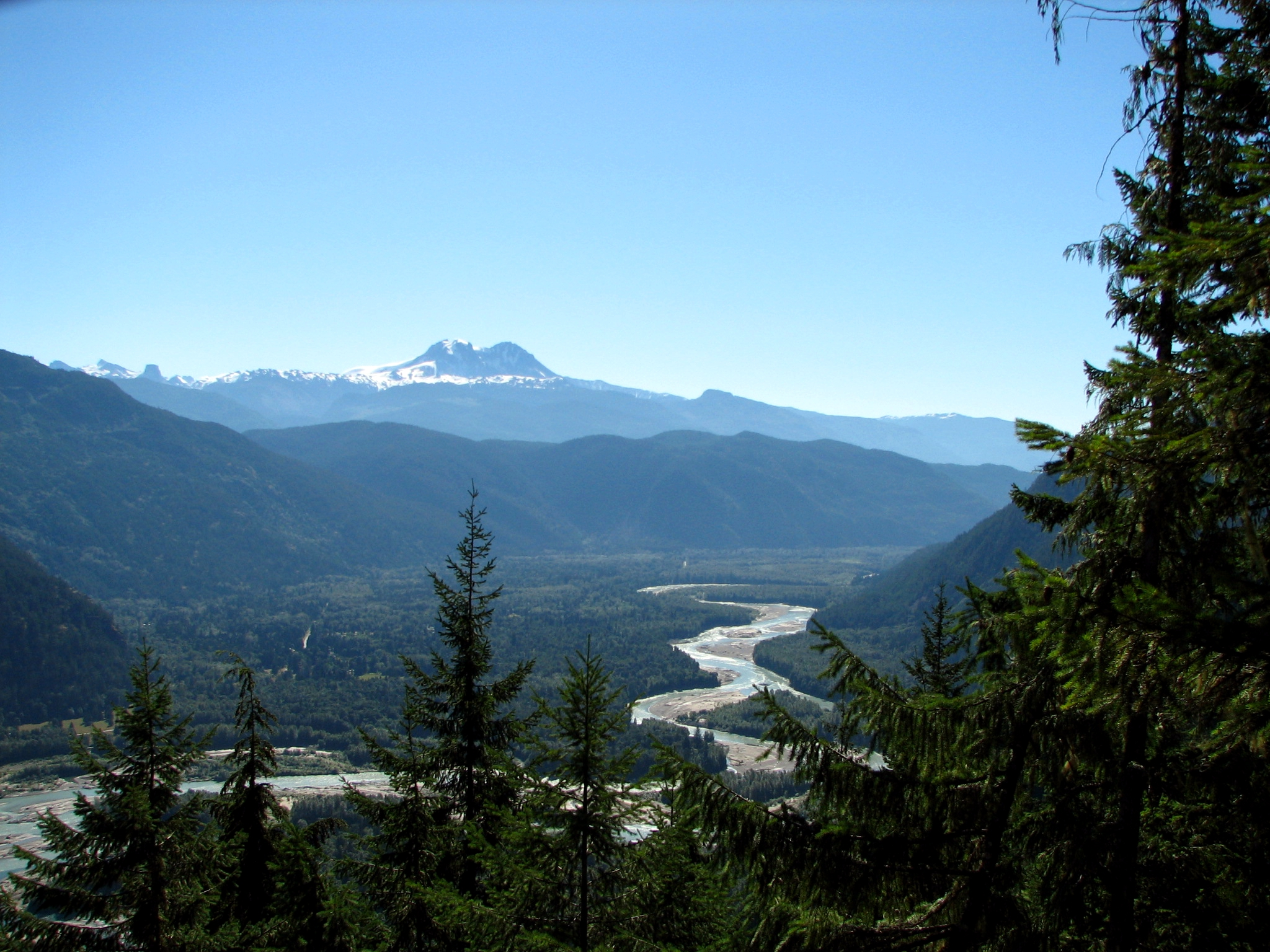
Vue de la vallée du fleuve Squamish avec le mont Garibaldi en arrière-plan.

Les versants nord et est du mont Garibaldi sont entièrement couverts par un champ de glace appelé névé Garibaldi. Couvrant 35 km2 et recevant jusqu'à cinq mètres de précipitations neigeuses par an, il est partagé essentiellement entre le bassin de la rivière Pitt à l'est et celui de la Cheakamus, auquel appartient le lac Garibaldi, au nord et à l'ouest. Il est composé du glacier Warren au nord, dont les eaux de fonte forment le Culliton Creek, un affluent en rive gauche de la Cheakamus. Au nord-est, séparé du précédent par The Sharkfin, se trouve le glacier North Pitt et, à l'ouest de The Tent, le glacier South Pitt ; ils alimentent tous deux directement la rivière du même nom. Sur le versant sud-est du mont Garibaldi et à l'est du pic Atwell s'épanche le glacier Bishop, dont les eaux se jettent également dans la rivière Pitt, en rive droite. À l'est du cône Opal se trouve le glacier Lava qui forme le Zig Zag Creek, affluent du Shookum Creek, lui-même affluent de la rivière Mamquam, qui se jette dans le fleuve Squamish. Cette dernière reçoit également les eaux du Ring Creek, qui proviennent du glacier Garibaldi, au nord-ouest du cône Opal, et du glacier Diamond, sur les flancs est du pic Atwell et de Diamond Head. Enfin, le petit glacier Cheekye, coincé entre le mont Garibaldi et le dôme Dalton au nord, alimente la rivière Cheekye, affluent de la Cheakamus.

### Géologie
À l'instar des autres volcans du Sud-Ouest de la Colombie-Britannique, le mont Garibaldi est entouré par les plutons granitiques qui sont remontés à la surface pour constituer les batholites de la chaîne Côtière, le plus vaste d'Amérique du Nord d'un seul tenant, et d'une partie des North Cascades. Les roches intrusives et métamorphisées associées s'étendent sur 1 800 kilomètres le long de la côte Nord-Ouest Pacifique depuis l'État de Washington jusqu'à l'Alaska Panhandle et le Sud-Ouest du Yukon. Elles résultent d'un ancien arc volcanique formé par la subduction de la plaque Farallon puis de la plaque de Kula, qui s'en est séparée entre 90 et 80 millions d'années BP, sous le continent à l'est.

Schéma de la zone tectonique de la chaîne des Cascades.

Le volcanisme qui donne naissance entre autres au mont Garibaldi, au mont Meager, au mont Cayley et au mont Silverthrone est plus tardif. L'arc volcanique des Cascades apparaît en effet à l'aplomb d'une nouvelle zone de subduction, Cascadia, 36 millions d'années BP, impliquant le reliquat de la plaque Farallon appelé plaque Juan de Fuca. L'activité volcanique diminue, entre 17 et 12 millions d'années BP, au cours du Miocène. Toutefois, avec la séparation simultanée de la plaque Explorer et l'épaississement de la zone de subduction, l'angle du plan de Wadati-Benioff augmente. Les frictions deviennent plus intenses, le relief s'accroît et le volcanisme reprend entre 7 et 5 millions d'années BP, au début du Pliocène, entraînant notamment la formation du champ volcanique du lac Garibaldi situé juste au nord du volcan,,. Le mont Garibaldi naît 250 000 ans BP, ce qui en fait le plus vieux de la ceinture volcanique de Garibaldi.
Le mont Garibaldi est l'un des rares volcans de l'arc des Cascades, avec le pic Glacier, à être composé exclusivement de dacite, une roche magmatique riche en fer. Il s'agit d'un stratovolcan, formé par l'accumulation de couches de lave, de téphra et de cendre volcanique. En raison de son magma visqueux, riche en silice, ses éruptions ont été explosives, essentiellement péléennes,,. La structure interne du mont Garibaldi est exposée en plusieurs sites. De plus, il est réputé pour ses anomalies topographiques uniques qui sont attribuées à sa croissance au-dessus de l'inlandsis de la Cordillère suivie d'un effondrement de ses flancs et d'une fonte de la glace. Le versant occidental, en particulier, creusé par des glaciers et des torrents sur plus de 1 800 mètres de hauteur, révèle le socle rocheux de la montagne, constitué de diorite quartzique cisaillée et altérée. Les vallées ont été partiellement comblées par des coulées de lave dacitiques et andésitiques âgées de 520 000 à 220 000 ans, par des brèches à base de tuf et par des dômes, précurseurs de l'activité volcanique du mont Garibaldi. Environ 3,3 km3 de ces matériaux demeurent ensevelis dans le volcan. En dehors, ils s'étendent dans un rayon maximal de 4,8 km à partir du cratère principal, à des endroits jadis recouverts de glace.

### Climat
Le mont Garibaldi se situe dans l'écoprovince de la côte et des montagnes et plus précisément l'écorégion des chaînons du Pacifique, une zone de transition où se confrontent un climat doux et humide amené par les masses d'air dominantes de l'océan Pacifique et un climat sec et froid généralement présent dans l'intérieur du continent. Toutefois, le relief de la partie méridionale des chaînons du Pacifique étant relativement peu élevé, les précipitations d'ouest s'y déversent en moindre quantité. Si les températures sont souvent douces, il peut arriver en hiver que les masses d'air arctiques pénètrent dans la région, apportant d'épaisses couches nuageuses et de la neige d'octobre à mars,. Ainsi, à 1 420 mètres d'altitude, à six kilomètres au sud du sommet, sur l'arête Paul près de Diamond Head, l'enneigement normal mesuré entre 1977 et 1998 culmine début avril à 3,1 mètres avec des extremums situés entre 2,3 mètres et 4,4 mètres (record enregistré en 1982) à cette même période. Parfois, l'air froid arctique est piégé par le regain de masses d'air du Pacifique. Un phénomène d'inversion de températures apparaît alors dans le fond des vallées où s'entassent durablement les nuages.

### Faune et flore

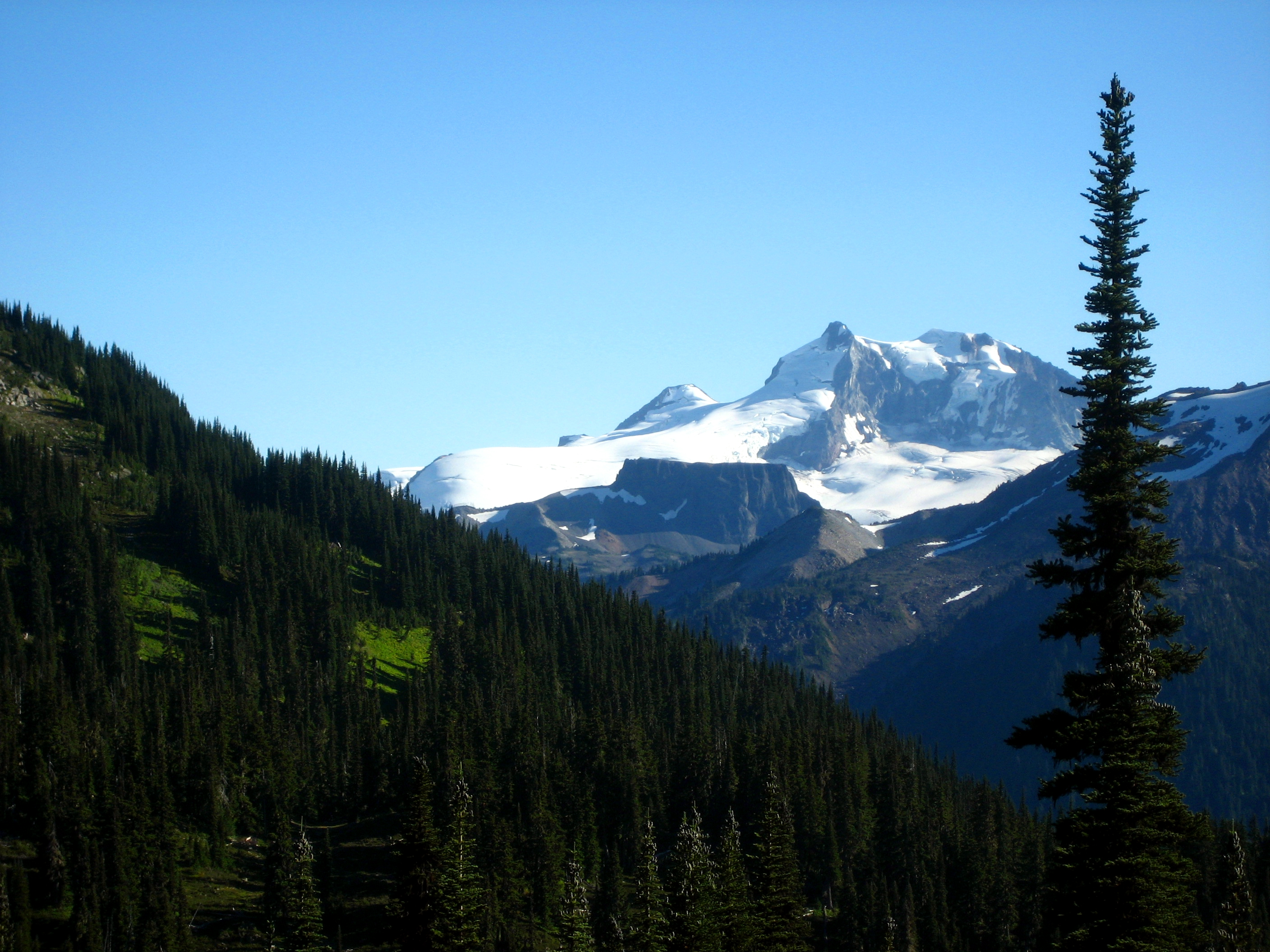
Vue du mont Garibaldi et de La Table dominant une forêt de conifères.

Les vallées et les piémonts de l'écosection des chaînons du Pacifique orientaux sont dominés par des forêts côtières pluviales tempérées de Pruche de l'Ouest (Tsuga heterophylla) jusqu'à 1 000 mètres environ. Celle-ci côtoie le Thuya géant (Thuja plicata) et le Sapin de Douglas (Pseudotsuga menziesii) ainsi que, dans la frange la plus élevée, le Sapin gracieux (Abies amabilis) et le Cyprès de Nootka (Cupressus nootkatensis). Les pentes supérieures supportent des forêts subalpines pluviales tempérées de Pruche subalpine (Tsuga mertensiana) avec quelques spécimens de Pin argenté (Pinus monticola) et de Pin à écorce blanche (Pinus albicaulis) ainsi que, sur les versants nord-est, des forêts subalpines humides d'Épinette d'Engelmann (Picea engelmannii) et de Sapin subalpin (Abies lasiocarpa),. La limite des arbres autour du mont Garibaldi se situe entre 1 500 et 1 800 mètres d'altitude. Une frange de végétation alpine est présente au-delà de 1 750 mètres d'altitude en moyenne, entre la forêt subalpine et l'étage nival, où se rencontrent uniquement des rochers et de la glace, à l'exception de quelques espèces de lichens représentées par Cetraria aculeata, Umbilicaria vellea et Rhizocarpon geographicum,. Sous Diamond Head poussent des bruyères.
Le Cerf à queue noire (Odocoileus hemionus columbianus) est une sous-espèce de Cerf mulet largement répandue en lisière de forêt dans la région. La Chèvre des montagnes Rocheuses (Oreamnos americanus) se rencontre en haute altitude, dans les terrains escarpés ; sa population est estimée à une soixantaine d'individus dans le parc provincial Garibaldi. L'élan (Alces alces) et le wapiti (Cervus canadensis) sont présents dans les vallées orientales de la chaîne Côtière. L’Ours noir (Ursus americanus), le Loup gris (Canis lupus), le coyote (Canis latrans), le puma (Puma concolor), le Lynx roux (Lynx rufus) et le glouton (Gulo gulo) sont des espèces communes ; le grizzli (Ursus arctos horribilis) est en voie de disparition au sud de la chaîne. L'Écureuil de Douglas (Tamiasciurus douglasii) est courant dans les forêts, tout comme la Marmotte des Rocheuses (Marmota caligata) dans les pelouses alpines. La Loutre de rivière (Lontra canadensis) est commune dans les cours d'eau, milieu dont s'éloigne rarement le Vison d'Amérique (Neovison vison). La Chauve-souris de Keen (Myotis keenii) se rencontre essentiellement à l'ouest du sommet. Elle peut y côtoyer la Chouette tachetée (Strix occidentalis), qui niche aussi au sud, sur les versants ensoleillés la journée. Le Pygargue à tête blanche (Haliaeetus leucocephalus) et le Faucon pèlerin (Falco peregrinus) sont des espèces de rapaces très répandues. Le Tétras sombre (Dendragapus obscurus), la Grive à collier (Ixoreus naevius), le Tarin des pins (Spinus pinus) et le Cassenoix d'Amérique (Nucifraga columbiana) sont des espèces arboricoles. En hiver, le Cygne trompette (Cygnus buccinator) et le Garrot d'Islande (Bucephala islandica) migrent dans la région, à proximité des estuaires. La Couleuvre du Nord-Ouest (Thamnophis ordinoides) se rencontre dans les prairies en bordure de forêt. Le Triton rugueux (Taricha granulosa), la Salamandre foncée (Ambystoma gracile), la Salamandre à dos rayé (Plethodon vehiculum), l'ensatine (Ensatina eschscholtzii), l'Anéide ombragé (Aneides ferreus) et la Grenouille à pattes rouges (Rana aurora) sont des amphibiens adaptés à la vie en altitude. Le Chabot côtier (Cottus aleuticus) et le Chabot de torrent (Cottus rhotheus) peuplent les eaux vives au pied du mont Garibaldi,.

## Histoire

### Histoire éruptive

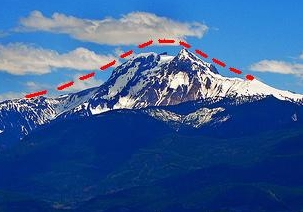
Vue annotée montrant les dimensions maximales du Garibaldi ancestral.

Le mont Garibaldi a connu trois phases de croissance distinctes. Selon une datation au potassium-argon, un large cône composite de dacite et de brèche se met en place 250 000 ans BP. Une partie de ce « proto-Garibaldi », ou Garibaldi ancestral, est exposée dans la partie inférieure des versants septentrional et oriental, ainsi que dans les 240 derniers mètres de Brohm Ridge. Autour de l'emplacement actuel du pic Columnar et éventuellement des pics Glacier se trouvait une série de dômes de lave dacitiques adjacents. Au cours de la longue période de sommeil qui suit, la rivière Cheekye creuse dans le versant occidental du cône une profonde vallée, qui est plus tard comblée par un glacier.

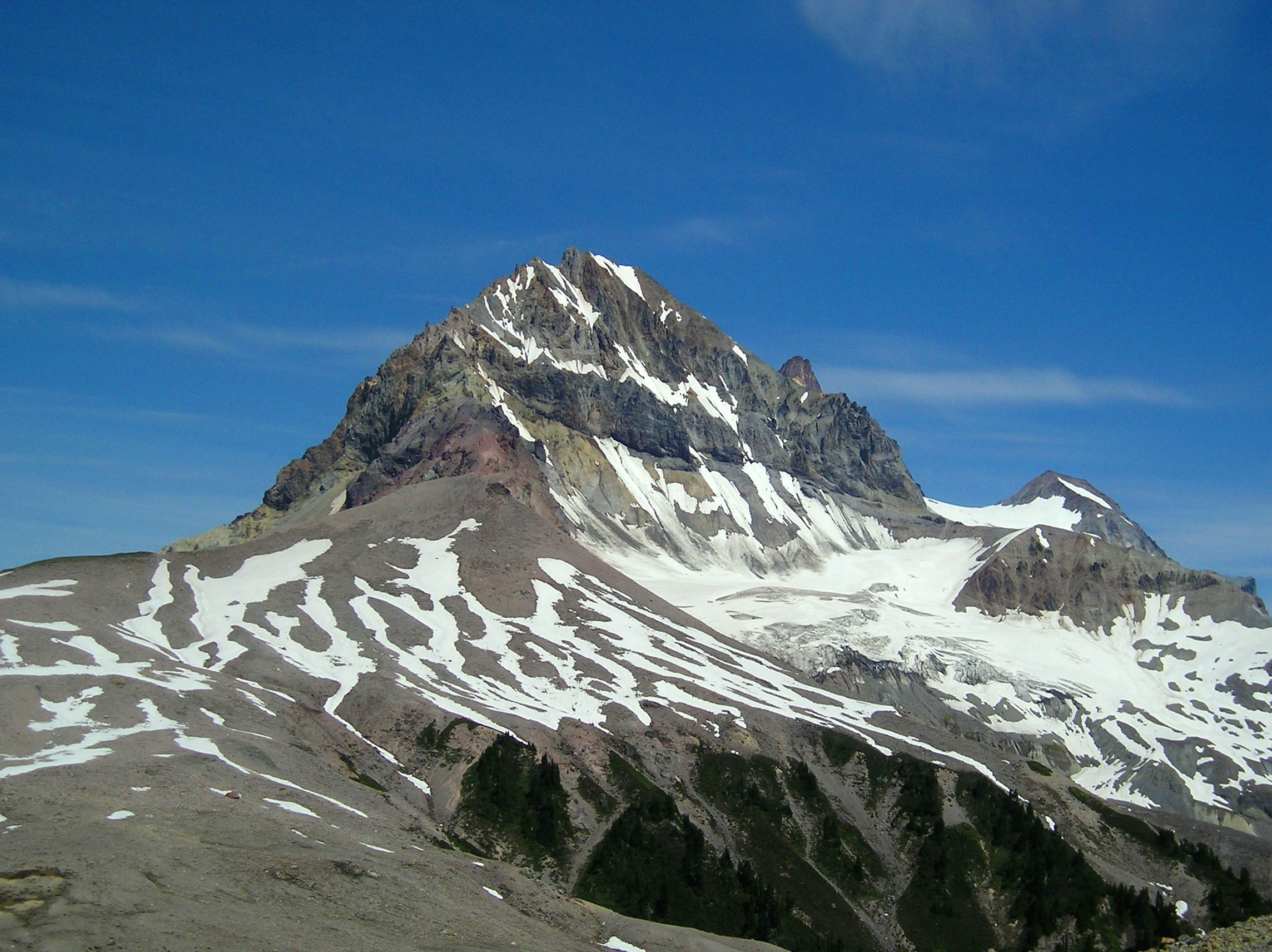
Vue du pic Atwell.

Après avoir atteint son étendue maximale, une partie de l'inlandsis est recouverte de cendre volcanique et d'éjectas du mont Garibaldi. Cette nouvelle période d'activité commence avec l'éruption du dôme en piston du pic Atwell au niveau d'une arête entourée par plusieurs centaines de mètres de glace. Avec la croissance du dôme, une grande quantité de lave solidifiée s'effondre pour former un talus sur son versant. Plusieurs nuées ardentes accompagnent ce phénomène et forment un cône partiel de 6,3 km3 avec des pentes moyennes de 12 à 15 degrés. La fonte de la glace produite par l'éruption forme un petit lac à l'extrémité méridionale de Brohm Ridge. Le grès présent au sommet de l'arête est constitué par la cendre déposée dans ce lac. Le recouvrement de la glace est plus important à l'ouest et, dans une moindre mesure, au sud. La fonte des glaciers provoque une série d'avalanches et de coulées de boue sur le versant occidental qui emportent près de la moitié du volume du cône initial dans la vallée du fleuve Squamish et recouvrent une superficie de 26 km2 sur une épaisseur de pratiquement 100 mètres. Les brèches laissées par la fonte de la glace causent des déformations d'autant plus importantes que l'inlandsis reste épais, à l'instar de la vallée de la rivière Cheekye.
Peu avant ou après la fonte totale de la glace enfouie, vers 10 000 ans ± 700 ans BP, de la lave dacitique est émise au cône Opal et s'étend sur 20 kilomètres vers Ring Creek sans rencontrer d'obstacle sous forme glaciaire. Elle est exceptionnellement longue pour sa constitution, alors que les plus étendues sont habituellement basaltiques. Une autre de ces coulées de lave dévale une pente de 30 à 35 % dans le glissement de terrain sur le versant occidental. Environ 0,6 km3 de dacite est émis au cours de cette troisième phase éruptive. Cette lave forme une fine couche de roche solidifiée sur les versants méridional et occidental du volcan et comporte des bords bien marqués.
Le mont Garibaldi demeure l'un des onze volcans du Canada à présenter une sismicité, avec Castle Rock, le mont Edziza, Hoodoo Mountain, The Volcano, Crow Lagoon, le cône Nazko, le champ volcanique de Wells Gray-Clearwater, le mont Silverthrone, le mont Meager et le mont Cayley. Les données sismologiques suggèrent que ces volcans connaissent toujours des mouvements de magma, rendant possible une future éruption,. En revanche, contrairement au mont Baker, il ne présente pas de fumerolles ni, contrairement au mont Meager et au mont Cayley voire à La Table, de sources chaudes.

### Histoire humaine
La pratique de cérémonies traditionnelles, de la chasse, du piègeage ou encore de la cueillette a été mise en évidence par des traces laissées dans la région environnant le mont Garibaldi. De l'obsidienne, une roche volcanique de couleur noire, a été collectée dans la partie supérieure de la montagne. Elle a servi à la confection de couteaux, ciseaux, herminettes et autres outils tranchants durant l'époque précolombienne. Ils ont été retrouvés sur des sites protohistoriques et datés de 10 000 ans.

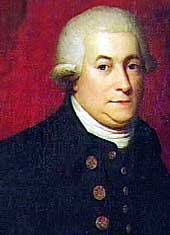
Portrait de George Vancouver peu après sa découverte.

En juin 1792, le capitaine britannique George Vancouver et son équipage entrent, à bord du HMS Discovery (1774), dans la baie Howe et deviennent les premiers Européens à apercevoir la montagne. Le navigateur en profite pour commercer avec les tribus autochtones de la région.
Au début du mois d'août 1907, les alpinistes originaires de Vancouver A. Dalton, W. Dalton, A. King, T. Pattison, J.J. Trorey et G. Warren réalisent la première ascension du sommet. Ils remontent la rivière Cheekye jusqu'à sa source, contournent le dôme Dalton par le nord, atteignent le glacier Warren et réalisent la partie finale de l'ascension par la face nord-est,. Le panorama depuis le sommet encourage la création de camps d'escalade en été, au bord du lac Garibaldi. Cet intérêt précoce mène à l'instauration en 1920 d'une réserve naturelle, transformée en parc provincial seulement sept ans plus tard.

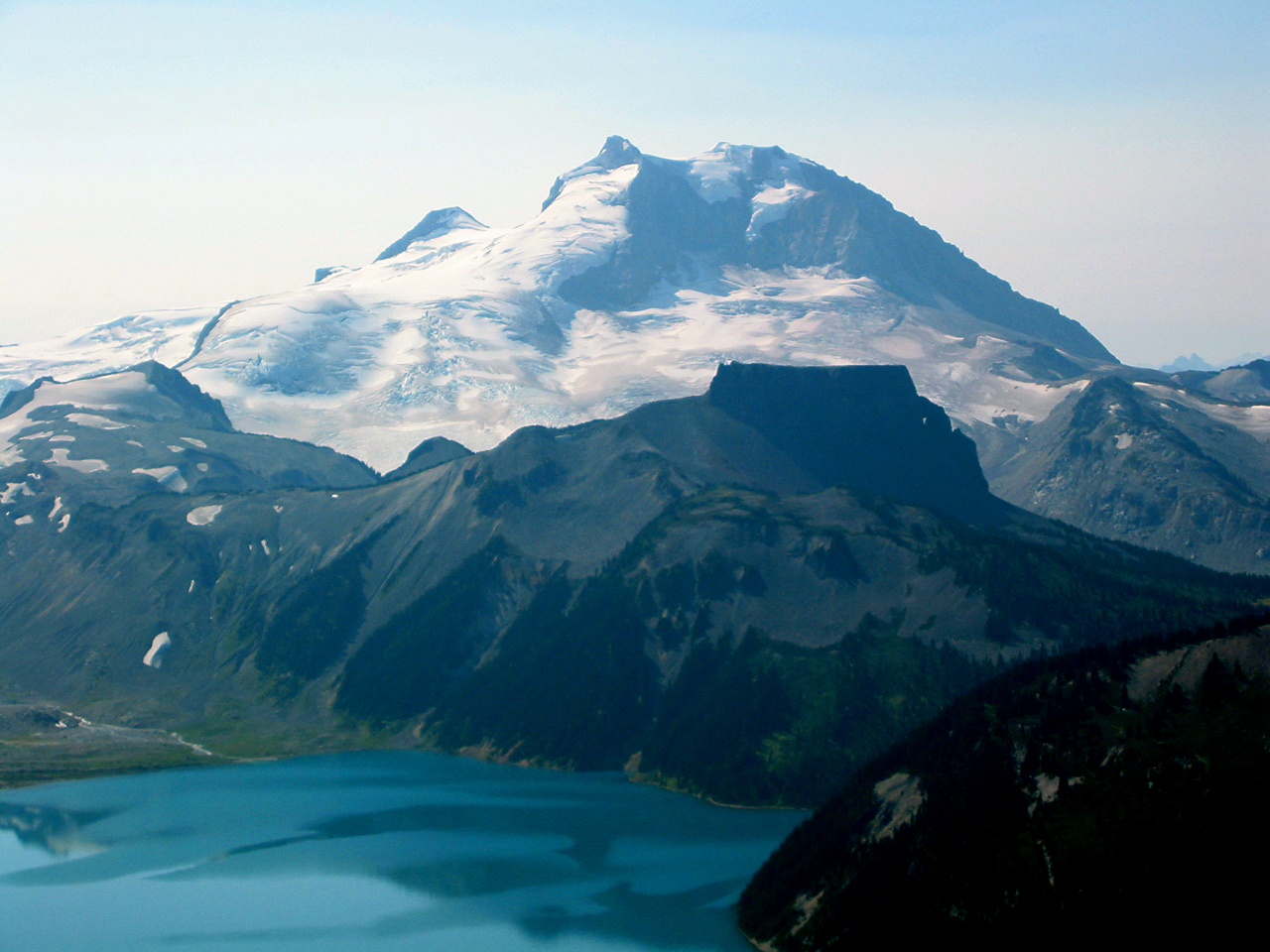
Vue du versant septentrional du mont Garibaldi surplombant La Table et le lac Garibaldi.

Lorsque la pratique du ski devient populaire dans les années 1940, les adeptes de Vancouver se mettent à rechercher des glaciers et des montagnes escarpées à l'intérieur du parc. Les débuts se concentrent sur les zones les plus faciles à gravir, autour du lac Garibaldi. Au cours de l'hiver 1944, des membres du Varsity Outdoor Club et du Club alpin du Canada réalisent ce qui est probablement la première montée et descente à ski du mont Garibaldi,. Les alpinistes Don et Phyllis Munday ouvrent de nombreuses voies additionnelles. Dans l'édition 1944-1945 de la Revue canadienne alpine, le couple rapporte une tentative d'ascension avec leur ami Phil Brook. Au cours de la même expédition, ils skient sur le glacier Sphinx et gravissent Panorama Ridge au nord du lac Garibaldi. À la même période, une route est tracée sur l'arête Paul, près de la petite communauté de Squamish, à l'extrémité septentrionale de la baie Howe, et facilite l'accès par véhicule motorisé vers le pied de la montagne. La pratique du ski sur les glaciers du mont Garibaldi en est d'autant plus facilitée. Cet engouement a pour conséquence la création, dans les années 1940, de la Garibaldi Névé Traverse (« traversée du névé Garibaldi »), une aventure de nuit incluant, lorsque le temps le permet, la descente du sommet.

## Activités

### Randonnée et alpinisme

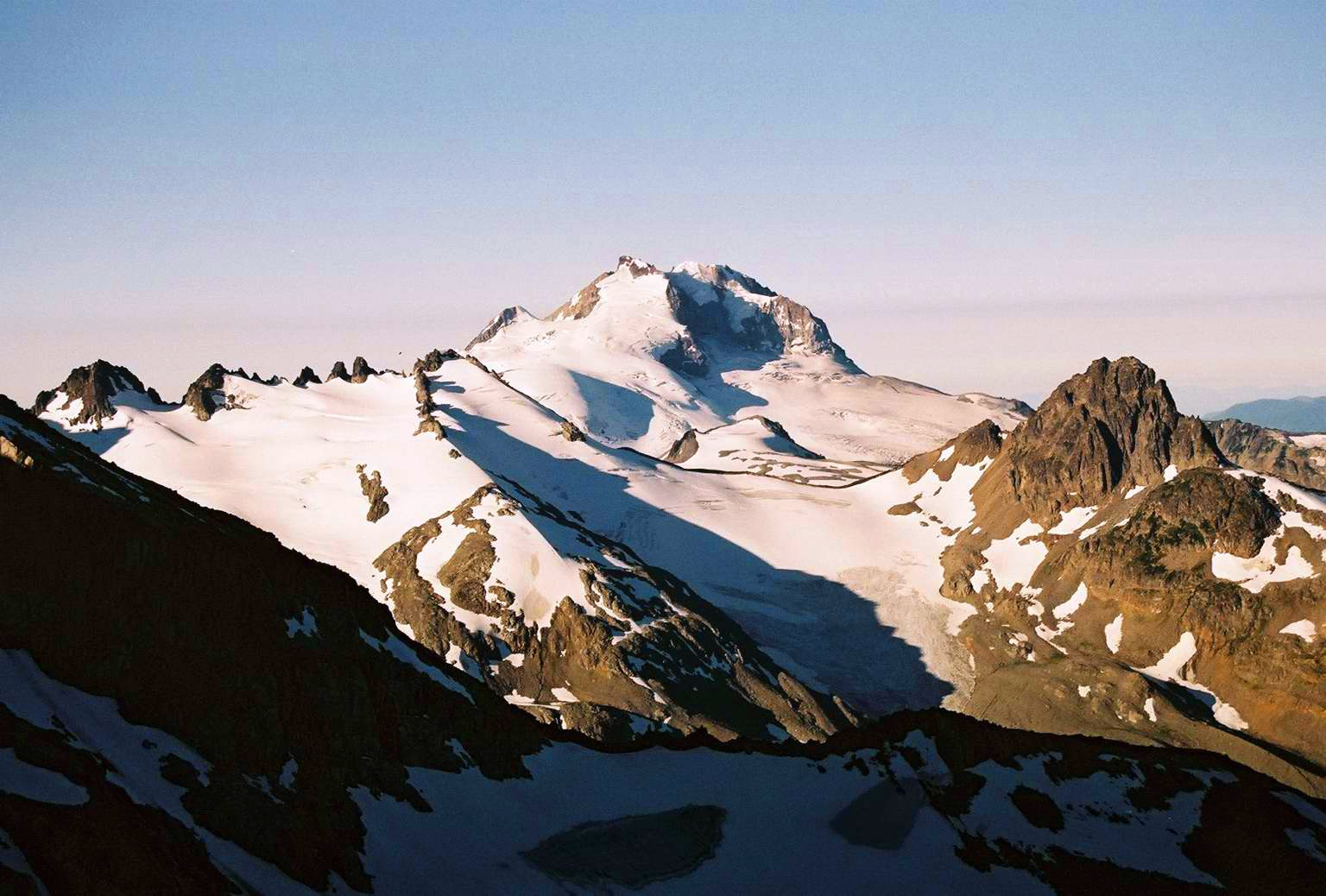
Vue de la partie sommitale du mont Garibaldi.

Le mont Garibaldi, à une heure de route de Vancouver, est accessible soit depuis l'arête Paul et les lacs Elfin, au sud de Diamond Head, puis en remontant à pied le Ring Creek jusqu'au cône Opal,, soit depuis Brohm Ridge par le biais de diverses routes forestières, aux portes du parc provincial Garibaldi, puis en se dirigeant à pied vers le glacier Warren. La pratique de l'alpinisme sur le sommet est assez difficile : les pentes sont relativement importantes et les sols, composés de lave et de cendre volcanique, sont très instables. Toutefois, le sommet possède un vaste champ de glace. Ainsi, la plupart des itinéraires empruntent les versants septentrional ou oriental et traversent le névé Garibaldi. Celui-ci est accessible depuis le sud, par le glacier Bishop, ou depuis le nord, par le glacier Sentinel. L'ascension se réalise donc en milieu glaciaire, en hiver ou au printemps. La neige fond à partir de juin, des rimayes se forment, pouvant constituer un danger, et des avalanches surviennent sur les cimes. La voie normale, sur le versant nord-est, est celle empruntée en 1907 lors de la première ascension. À partir du glacier North Pitt, vers 2 400 mètres d'altitude, elle grimpe directement dans une pente neigeuse à 40-45°, jusqu'à atteindre l'arête nord du sommet principal pour la partie finale. L'usage de piolets est nécessaire mais les cordes sont généralement dispensables. Il faut environ deux heures d'ascension depuis le névé Garibaldi,. Il est aussi possible de gravir et descendre cette face en ski de randonnée. Une autre voie part du glacier Bishop, au-dessus du Ring Creek, et remonte le versant sud-est de la cime principale jusqu'au col la séparant du pic Atwell à 2 520 mètres d'altitude. Un couloir sur la face ouest de la pyramide sommitale permet d'atteindre le sommet si l'enneigement est suffisant. Cet itinéraire est coté 3-4 avec des passages en rappel et demande cinq heures au total, dont vingt minutes après avoir franchi le col.

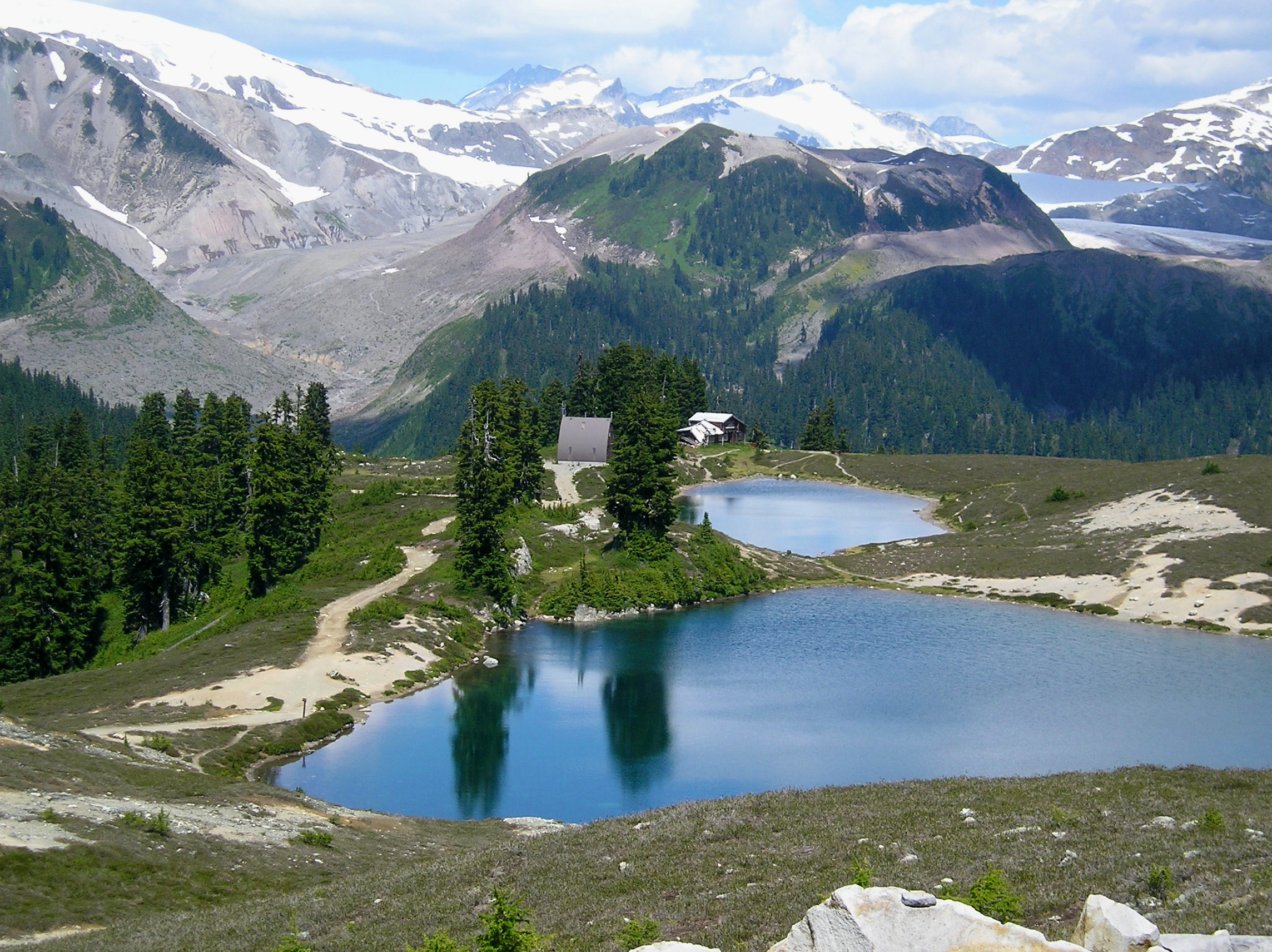
Vue des lacs Elfin, de l'ancien (à droite) et du nouveau refuge (à gauche), avec en arrière-plan le cône Opal.

La randonnée pédestre, la photographie et le camping sont populaires autour du mont Garibaldi. Les sentiers de randonnée, en particulier le circuit de six kilomètres autour du lac Garibaldi, permettent de profiter de l'arrière-pays dans le parc provincial Garibaldi, dont les prairies abritent de nombreuses plantes en fleur l'été. Le mont Garibaldi est aussi prisé pour les sports d'hiver, incluant le ski de fond. Brohm Ridge abrite une zone réservée aux motoneigistes. Diamond Head a fait l'objet d'une étude visant à établir une station de sports d'hiver, sans suite. Ce sommet a en revanche abrité, à ses pieds, au bord des lacs Elfin, le petit chalet de Diamond Head, de 1958 à 1973. L'année suivante, il est remplacé par un nouveau refuge, plus moderne, offrant 33 couchettes et une alimentation en gaz, et réutilisant certains éléments de l'ancien bâtiment. Celui-ci est finalement rasé en octobre 2009, en ne conservant qu'un angle de mur en bois à titre historique,,.

### Protection environnementale
Le mont Garibaldi et ses environs sont protégés, depuis le 7 mars 1927, au sein du parc provincial Garibaldi, sur une superficie de 1 946,5 km2. Il s'agit d'une zone de nature sauvage dont le but est de préserver la richesse de son histoire géologique, la diversité de sa flore, l'étendue de couleurs de ses eaux, l'abondance de sa faune et ses montagnes accidentées, dont beaucoup sont recouvertes de glaciers,. Il se veut représentatif des paysages des chaînons du Pacifique. Il a également pour mission de fournir la meilleure qualité d'accueil possible et une variété d'offres touristiques de montagne. Le mont Garibaldi fait plus spécifiquement partie d'une « zone d'environnement naturel » de 490 km2 au sein du parc, destinée à préserver le paysage sans l'isoler totalement, en offrant des aménagements discrets. Le point d'entrée du parc le plus proche du sommet est celui de Diamond Head.

### Évaluation et prévention des risques

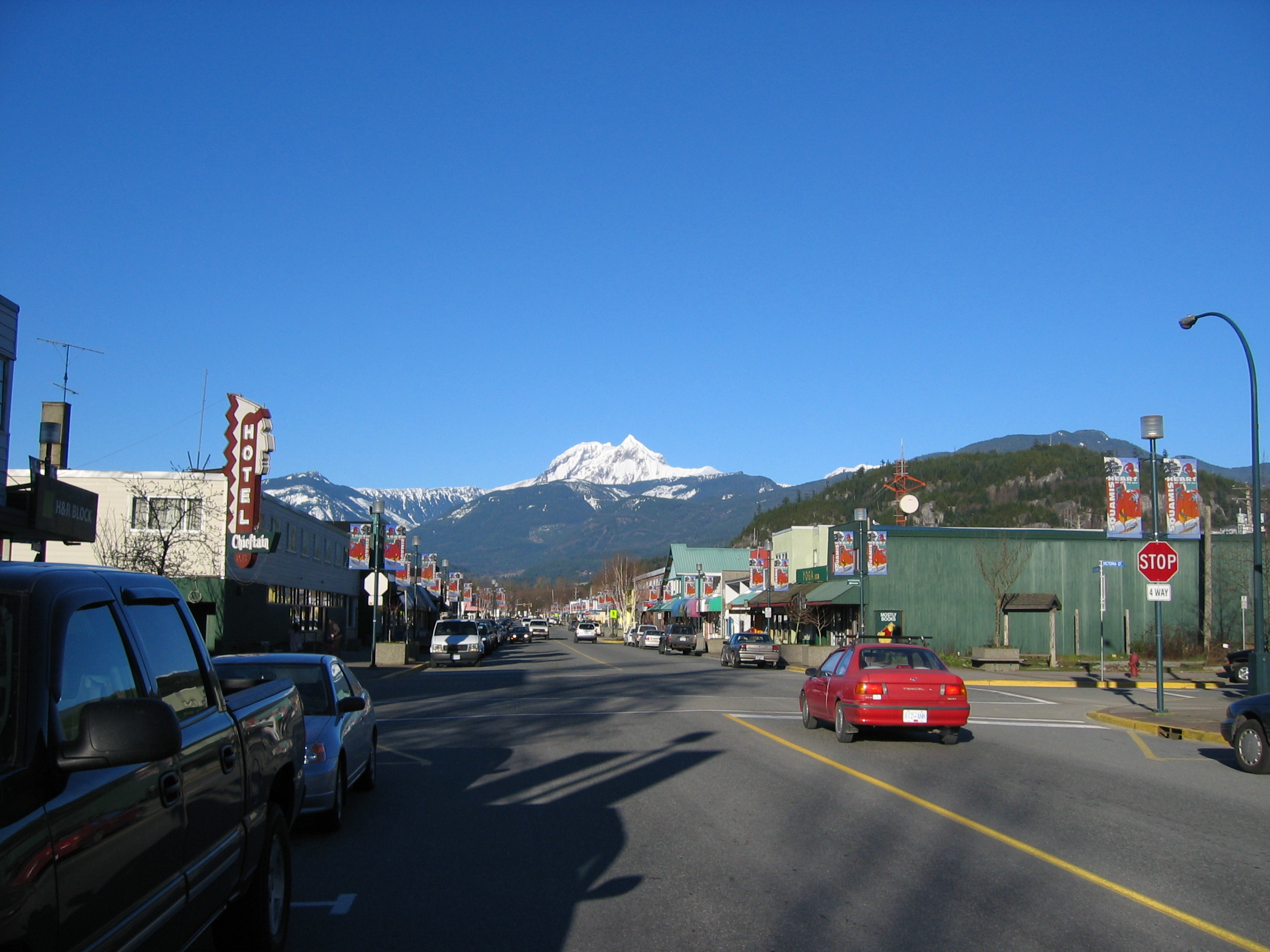
Vue de la montagne depuis Squamish.

Du fait de leur isolement et de leur faible intensité, les éruptions volcaniques causent rarement des pertes humaines au Canada. Il faut remonter à 1775 pour déplorer la mort de 2 000 personnes en raison des gaz volcaniques émis lors de l'éruption du Tseax Cone. Cependant, plus de la moitié de la population de la Colombie-Britannique se trouve dans un rayon de 60 kilomètres autour du mont Garibaldi, en premier lieu dans les villes de Squamish et Whistler, mais aussi Vancouver. Il est probable qu'une éruption future engendrerait des dégâts aux installations humaines, notamment l'autoroute provinciale 99, faisant des volcans de la ceinture volcanique de Garibaldi une menace majeure,. Certains volcans du Canada nécessiteraient une carte des aléas et des plans d'évacuation. Parmi ceux-ci, le mont Garibaldi, en raison de son activité sismique, présente un des risques les plus élevés.
Une nouvelle éruption péléenne du mont Garibaldi pourrait émettre une grande quantité de cendre volcanique, occasionnant de sévères complications auprès des communautés locales. Le panache volcanique pourrait s'élever à plusieurs centaines de mètres de hauteur et, en raison de sa proximité avec Vancouver, pourrait perturber le trafic aérien. La fonte de la glace restante pourrait causer des inondations, des lahars et des laves torrentielles, menaçant alors des petites villes comme Brackendale. Plusieurs sections de l'autoroute provinciale 99, déjà en proie à des glissements de terrain, seraient entièrement détruites. La pêche au saumon serait grandement affectée dans les rivières Squamish, Cheakamus et Mamquam. De plus, la distribution d'eau potable vers Vancouver et toute la région du Lower Mainland connaîtrait des difficultés à court et moyen terme du fait de la couverture du bassin d'approvisionnement autour du mont Garibaldi. Les retombées d'éjectas auraient probablement un effet négatif sur le névé Garibaldi à l'est du sommet, entraînant un excès d'eau de fonte qui mettrait à son tour en difficulté la pêche au niveau de la rivière Pitt.

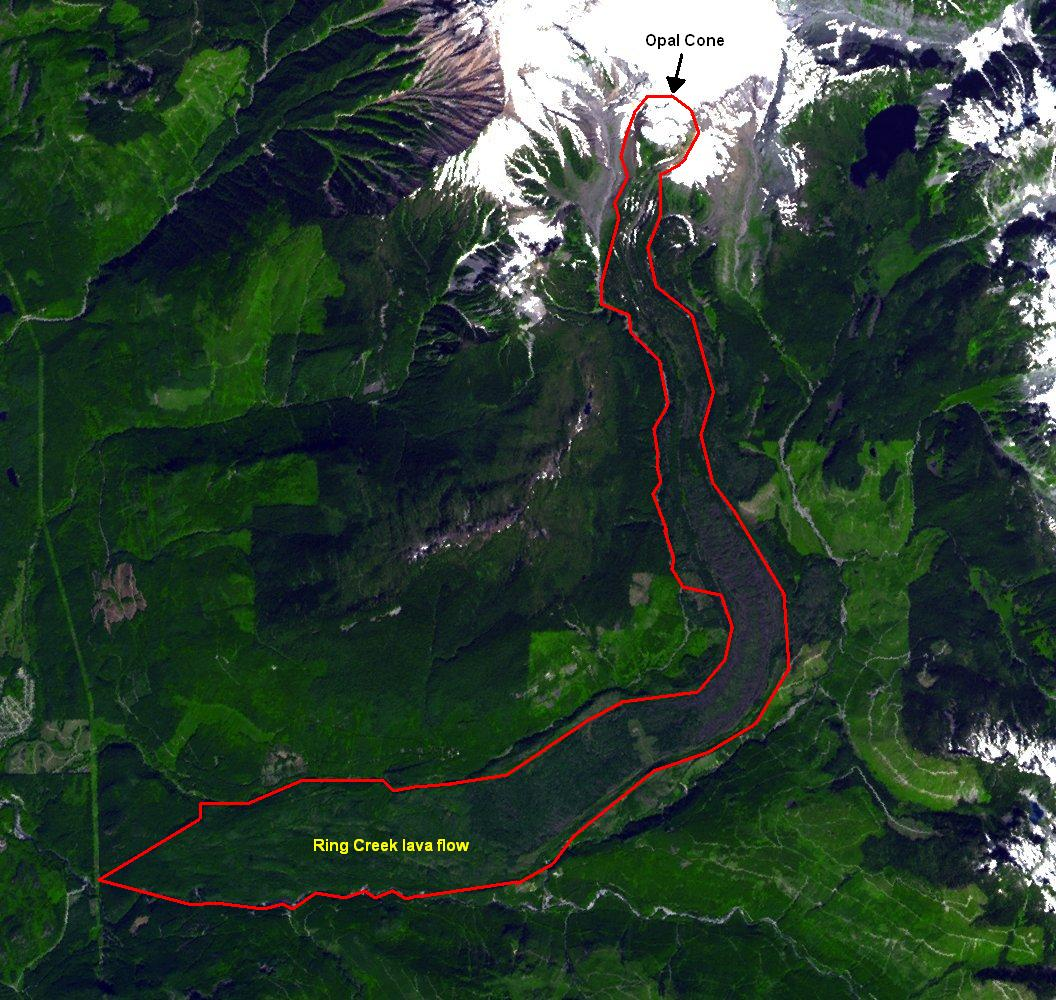
Vue satellite annotée montrant la coulée de lave de Ring Creek.

Les risques engendrés par les coulées de lave resteraient en revanche limités en raison de la nature siliceuse de la lave, qui l'empêche de s'étendre sur une grande distance depuis sa source, même si vers 10 000 ans BP la coulée de lave de Ring Creek, longue de vingt kilomètres, s'est arrêtée à six kilomètres de l'actuelle Squamish.
Dans le passé, le mont Garibaldi a connu d'importants glissements de terrain. Ils ont notamment créé, au niveau de la confluence des rivières Cheekye et Cheakamus, au nord de Brackendale, un vaste cône de déjection. Leur menace entrave d'ailleurs l'expansion de la ville. De même, l'abrupt versant septentrional de La Barrière, au nord du volcan, a connu plusieurs éboulements, dont le plus récent en 1855-1856. La zone en aval a été déclarée inhabitable en 1981 par le gouvernement provincial et le petit village de Garibaldi a été abandonné. Bien qu'aucun risque imminent ne semble présent, des mesures de régulations existent afin de prévenir tout danger et minimiser les conséquences d'un glissement de terrain sur les vies humaines.
Pourtant, les instruments de mesure actuels de la Commission géologique du Canada ne suffisent pas à déterminer avec précision le niveau d'activité dans la chambre magmatique. Le réseau de sismographes a été mis en place en 1975 et complété à partir de 1985 afin d'enregistrer la sismicité mais est trop éloigné pour fournir des indications correctes de ce qui se passe sous la montagne. En effet, les volcans actifs ou endormis nécessitent généralement trois appareils dans un rayon de quinze voire cinq kilomètres pour plus de précision, tandis qu'au mont Garibaldi le plus proche est à vingt-cinq kilomètres, entraînant une marge d'erreur de quelques kilomètres quant à la localisation de l'hypocentre et un traitement ralenti de l'information. En raison de l'absence d'étude détaillée coût-bénéfice sur les volcans de Colombie-Britannique et leur menace, aucun programme d'amélioration n'a toutefois pu être lancé. Il existe donc une possibilité non nulle qu'une éruption mineure soit détectée uniquement une fois celle-ci commencée. L'étude parallèle de l'histoire géologique permettrait d'établir une carte des aléas mais, contrairement au mont Meager, les connaissances glanées indépendamment par les volcanologues restent trop parcellaires sur le mont Garibaldi.

## Culture populaire
Pour les Squamish, une des Premières nations, cette montagne, comme d'autres dans la région, est considérée comme sacrée en raison de son importance historique et culturelle. En effet, selon leurs légendes, le mont Garibaldi et un autre sommet indistinct au sud, auraient été les seuls à ne pas être submergés lors du déluge. Quelques survivants s'y seraient alors réfugiés à bord de leurs canoës. L'oiseau-tonnerre leur aurait apporté de quoi subsister, notamment du saumon, des paniers et des femmes. À l'occasion du retrait des eaux, un vaste lac se forme, avant que les animaux sauvages ne soient de retour, puis que les Squamish retournent à leur région d'origine. En outre, la montagne est traditionnellement un marqueur météorologique important : lorsque les nuages recouvrent ses versants, ils signalent l'arrivée de la pluie ou de la neige.